# 養瘦馬
養瘦馬，是明清時期的一种畸形产业。当时以扬州的风气最盛，称“扬州瘦马”。扬州在两淮（淮南淮北）盐商的聚居地，盐商生活奢靡。为满足盐商等富豪的变态性心理需求，出现了大量经过专门培训、预备嫁予富商作小妾的年轻女子，因为这些女子身材消瘦，被称为“瘦马”。人伢子先出資把貧苦家庭中面貌姣好的女孩買回後調習，先让她们学会应对，举止端庄或仪态袅娜，再教她們歌舞、琴棋書畫，長成後賣與富人作妾，從中牟利。初買童女時不過十幾貫錢，待其出嫁時，可賺達千五百兩。扬州还有专门以“瘦马”产业链生存的生意人，从购买到培养再到寻找买主，再到给瘦马跟买主举行婚礼，提供全面服务。人見有利可圖，競相效法，蔚為風氣。并不是所有的“瘦马”都能被卖入富豪家当小妾。最后被挑剩下的“瘦马”会被卖为娼妓，秦淮河畔“扬帮”妓女多是“瘦马”出身。
清人章大来《后甲集》解，扬州人多买贫家小女子，教以笔札歌舞长即卖为人婢妾，多至千金，名曰“瘦马”。“瘦馬”被分為等级，丁耀亢《續金瓶梅》記載，第一等“瘦馬”被教授“彈琴吹簫、吟詩寫字、畫畫圍棋、打雙陸、抹骨牌、百般淫巧”，這樣的“瘦馬”能賣得一千五百兩以上的銀子。
客商甚至看重对于瘦马小脚的评判。鉴定瘦马的“三寸金莲”有着一套极详细的办法，人们为此制定出“瘦、小、尖、弯、香、软、正”等七条标准。

## 文学描述
唐朝白居易〈有感〉詩三首之二：「莫養瘦馬駒，莫教小妓女。」
明末張岱的《陶庵夢憶》一書記有《揚州瘦馬》：“揚州人日飲食於瘦馬之身者數十百人。”“至瘦马家，坐定，进茶，牙婆扶瘦马出，曰：‘姑娘拜客。’下拜。曰：‘姑娘往上走。’走。曰：‘姑娘转身。’转身向明立，面出。曰：‘姑娘借手睄睄。’尽褫其袂，手出、臂出、肤亦出。：‘姑娘：曰自相公。’转眼偷觑，眼出。曰：‘姑娘几岁？’曰：几岁，声出。曰：‘姑娘再走走。’以手拉其裙，趾出。然看趾有法，凡出门裙幅先响者，必大：高系其裙，人未出而趾先出者，必小。曰：‘姑娘请回。’一人进，一人又出。看一家必五六人，咸如之。”
明末清初褚人穫《堅瓠續集·金陵詞客》 ：“金陵一詞客僑庽吳門，家蓄粉頭為業，俗名養瘦馬。”
清乾隆年間趙翼《陔馀叢考·養瘦馬》：「揚州人養處女賣人作妾，俗謂之養瘦馬。其義不詳。白香山詩云：『莫養瘦馬駒，莫教小妓女，後事在目前，不信君記取；馬肥快行走，妓長能歌舞，三年五年間，已聞換一主。』宋漫堂引之，以為養瘦馬之説本此。」
清乾隆年間夏敬渠的小說《野叟曝言》·第三四回：「便鬨傳了揚州一府，凡是養瘦馬的，都領他去相看，他總不中意。」
清同治年間吴炽昌《客窗闲话》卷六“瘦马”条记载：“金陵匪徒，有在四方贩买幼女，选其俊秀者，调理其肌肤，修饰其衣履，延师教之，凡书画琴棋，箫笛管弦之类，无一不能。及瓜，则重价售与宦室富商为妾，或竟入妓院，名之曰‘养瘦马’。遇有贫家好女子，则百计诱之，有受其诳追悔莫及者，不知凡几。”
清人章大来在《后甲集》中解释：扬州人多买贫家小女子，教以笔札歌舞长即卖为人婢妾，多至千金，名曰“瘦马”。
茅盾文学奖获得者熊召政在其获奖小說《張居正》中写道：“粉唱也分有四大流派，即大同婆姨、泰山姑子、扬州瘦马、杭州船娘。”